# Fortezza Vecchia (Villasimius)
La Fortezza Vecchia di Villasimius è una piccola fortezza del XIV secolo sulla costa meridionale sarda, nel comune di Villasimius della città metropolitana di Cagliari.
L'attuale aspetto della fortezza è derivato da ricostruzioni ed estensioni effettuate nel XVI secolo, quando aveva la funzione di protezione dagli attacchi della pirateria e degli Stati barbareschi.

## Posizione
La Fortezza Vecchia sorge su un promontorio sopra la Spiaggia della Fortezza, che ne ha preso il nome, sulla costa occidentale della penisola di Capo Carbonara (in sardo Crabonaxa), all'estremità orientale del Golfo di Cagliari.
Si trova a 700 metri di distanza dallo Stagno Notteri di acqua salmastra, ubicato a ridosso della costa orientale della penisola.
Circa 200 metri a nord-est della Fortezza si trova il porto Marina di Villasimius e oltre l'insediamento Notteri.
Un altro insediamento, Cala Caterina, inizia circa 700 metri a sud della fortezza.
Il centro della città di Villasimius si trova a 3,2 chilometri in direzione nord-est.

## Storia e descrizione
La costruzione precedente l'attuale Fortezza Vecchia apparteneva nel XIV secolo alla famiglia Carroz di Valenza.
La famiglia se l'era guadagnata a seguito della conquista della Sardegna nel 1323/24 da parte della Corona d'Aragona, quando il forte le fu assegnato come feudo.
A quel tempo Villasimius era ancora chiamata Carbonara
,
da qui il nome della penisola e del capo a sud della località.

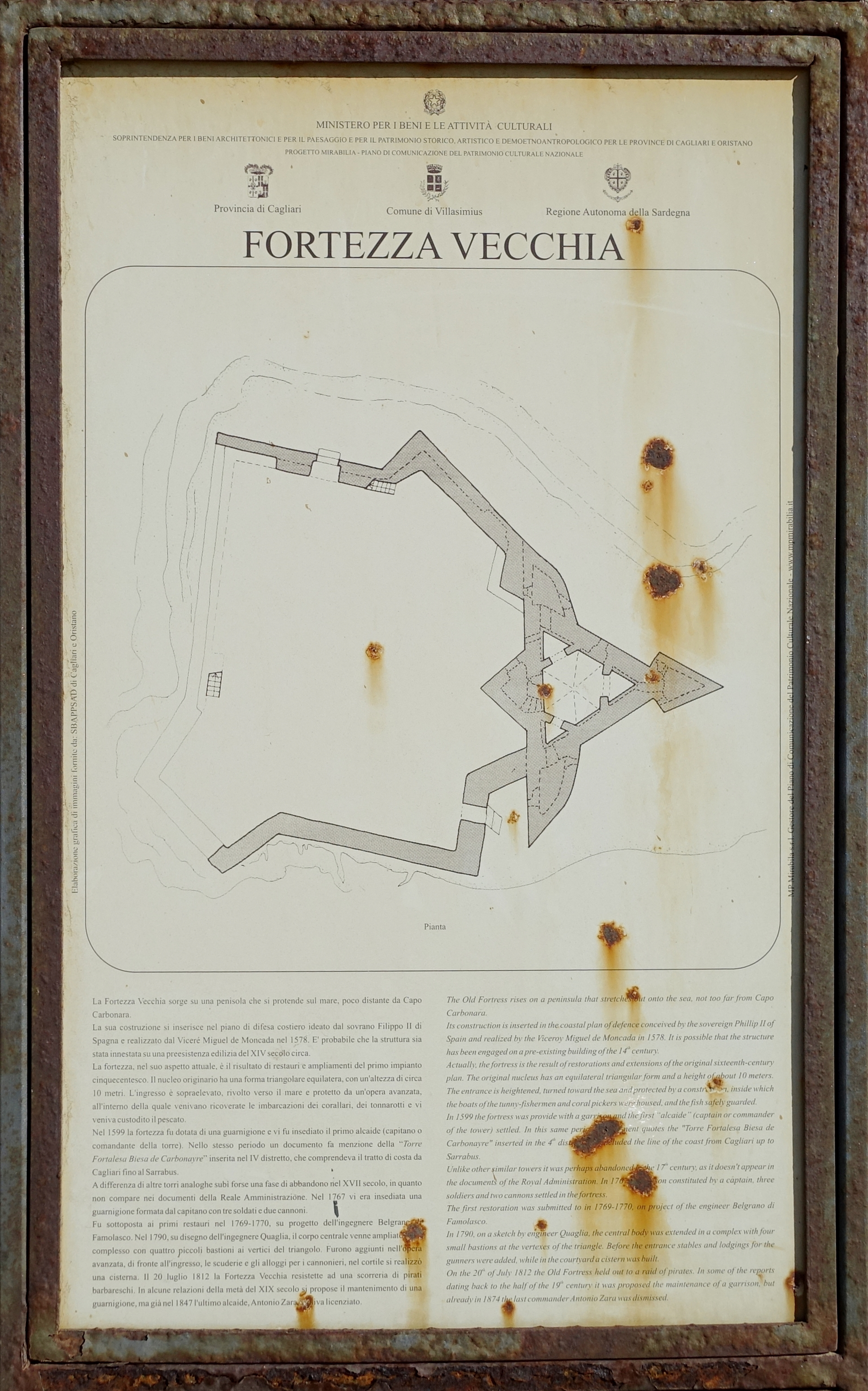
Tavola informativa

Nel XVI secolo vi furono spesso incursioni sulle coste della Sardegna da parte dei
pirati degli stati barbarici del Nord Africa. Il Regno di Sardegna a quel tempo era amministrato da un viceré per conto di Filippo II, re di Spagna.
Dopo la campagna di Tunisi di suo padre
Carlo I (1535) e la fallita spedizione navale ad Algeri (1541), si decise di proteggere le coste dell'isola contro i continui attacchi dei pirati via mare principalmente attraverso torri di guardia e difensive.
La ricostruzione della fortezza iniziò ai tempi del viceré Miguel de Moncada dal 1578.
Sulla pianta a forma di triangolo equilatero, con lati di circa 11 metri, furono erette pareti alte 10 metri e spesse 1,20 metri.
Dal 1590/91 una guarnigione fu di stanza nella fortezza, chiamata Fortalesa Biesa de Carbonayre, che secondo un documento del 1599 faceva parte della IV Divisione estesa da Villanova (quartiere di Cagliari) al Sarrabus.
Durante il regno della Casa di Savoia sulla Sardegna, la guarnigione nel 1767 era
composta da un comandante (Alcaide) e tre soldati, che gestivano due cannoni
.

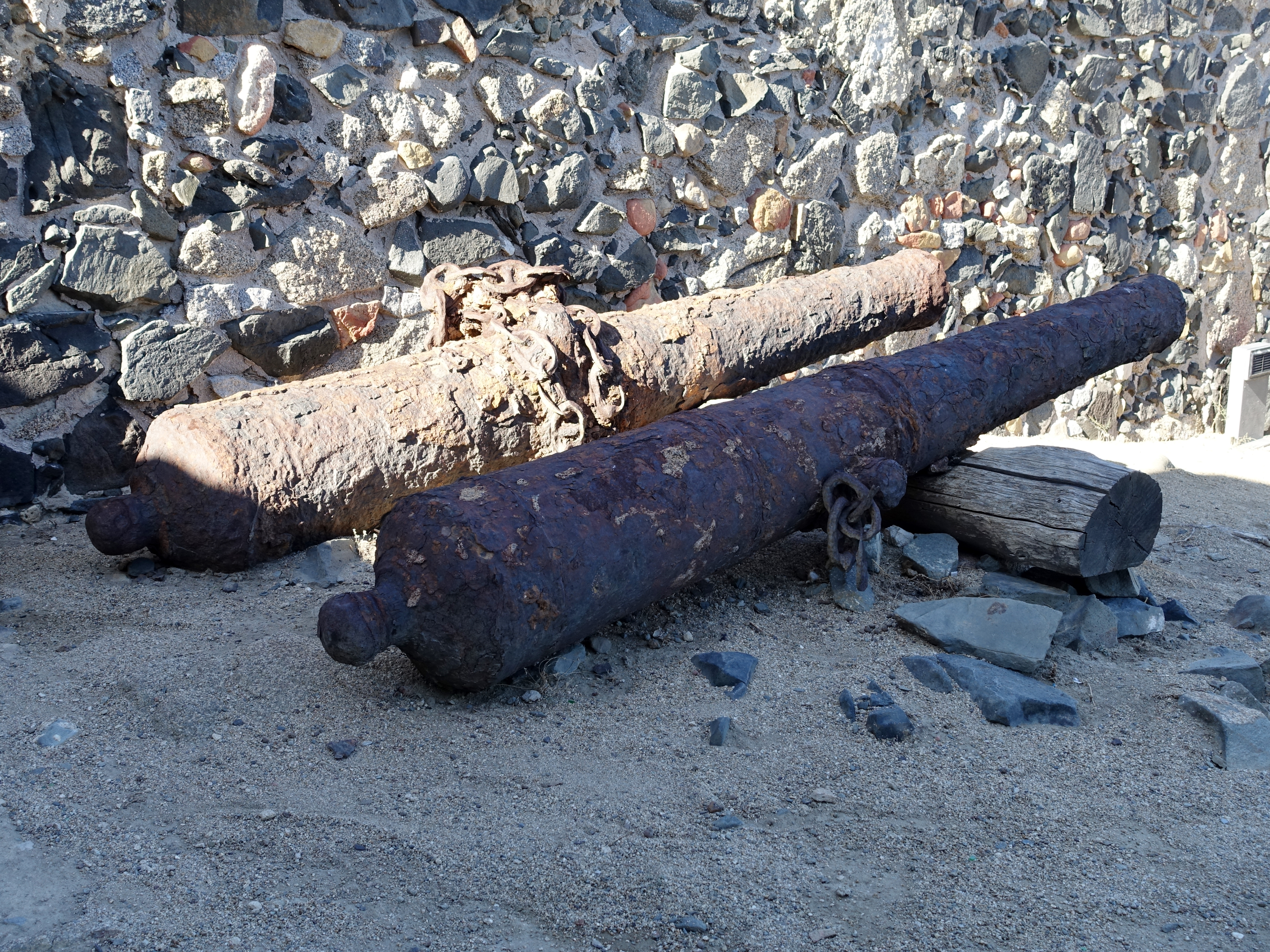
I cannoni della Fortezza Vecchia

Dal 1769 al 1770 la Fortezza Vecchia fu restaurata dall'ingegnere Belgrano da
Famolasco e nel 1790 dall'ingegner Quaglia fu completata con alcuni piccoli bastioni al fine di eliminare gli angoli ciechi al fuoco dei fucili.
Dopo ulteriori lavori di restauro nel 1803, la guarnigione fu in grado di respingere un attacco da parte degli Stati barbari il 20 luglio 1812, quando i pirati avevano già conquistato le torri delle isole di Serpentara a nord-est e dei Cavoli a sud di Capo Carbonara.
La fortezza rimase in funzione fino al 1847, quando fu congedato l'ultimo Alcaide Antonio Zara.
Successivamente la Fortezza Vecchia cadde in rovina fino al suo restauro effettuato tra il 1968 e il 1973 da parte della Soprintendenza ai BAAAS di Cagliari.
Nel 1987 sono stati effettuati ulteriori lavori all'aperto
.
Oggi l'interno, in cui sono esposti vecchi dipinti, grafici, mappe, documenti e decreti, è visitabile a pagamento (2017).

Vedute della Fortezza
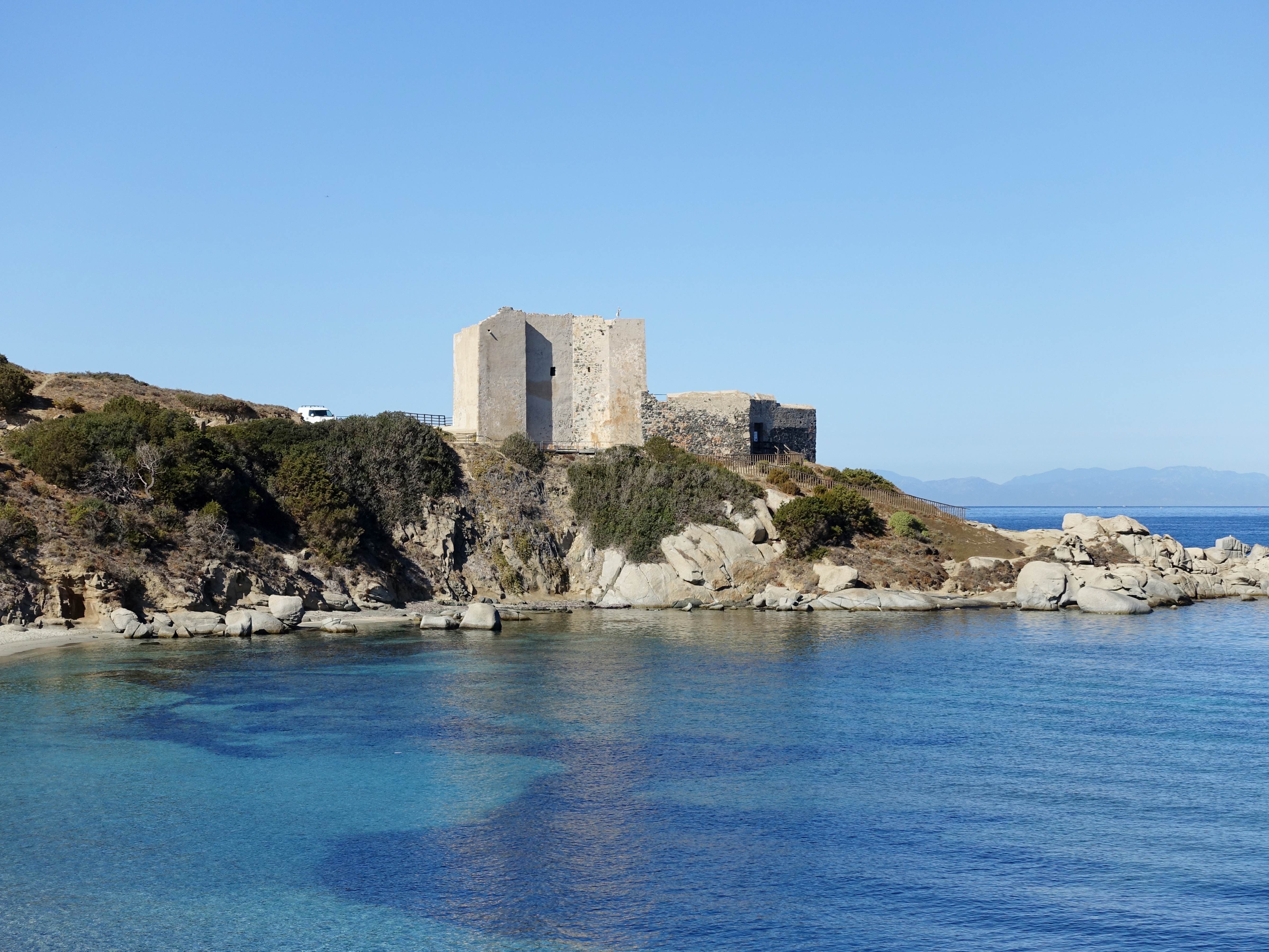
Vista dalla Spiaggia della Fortezza
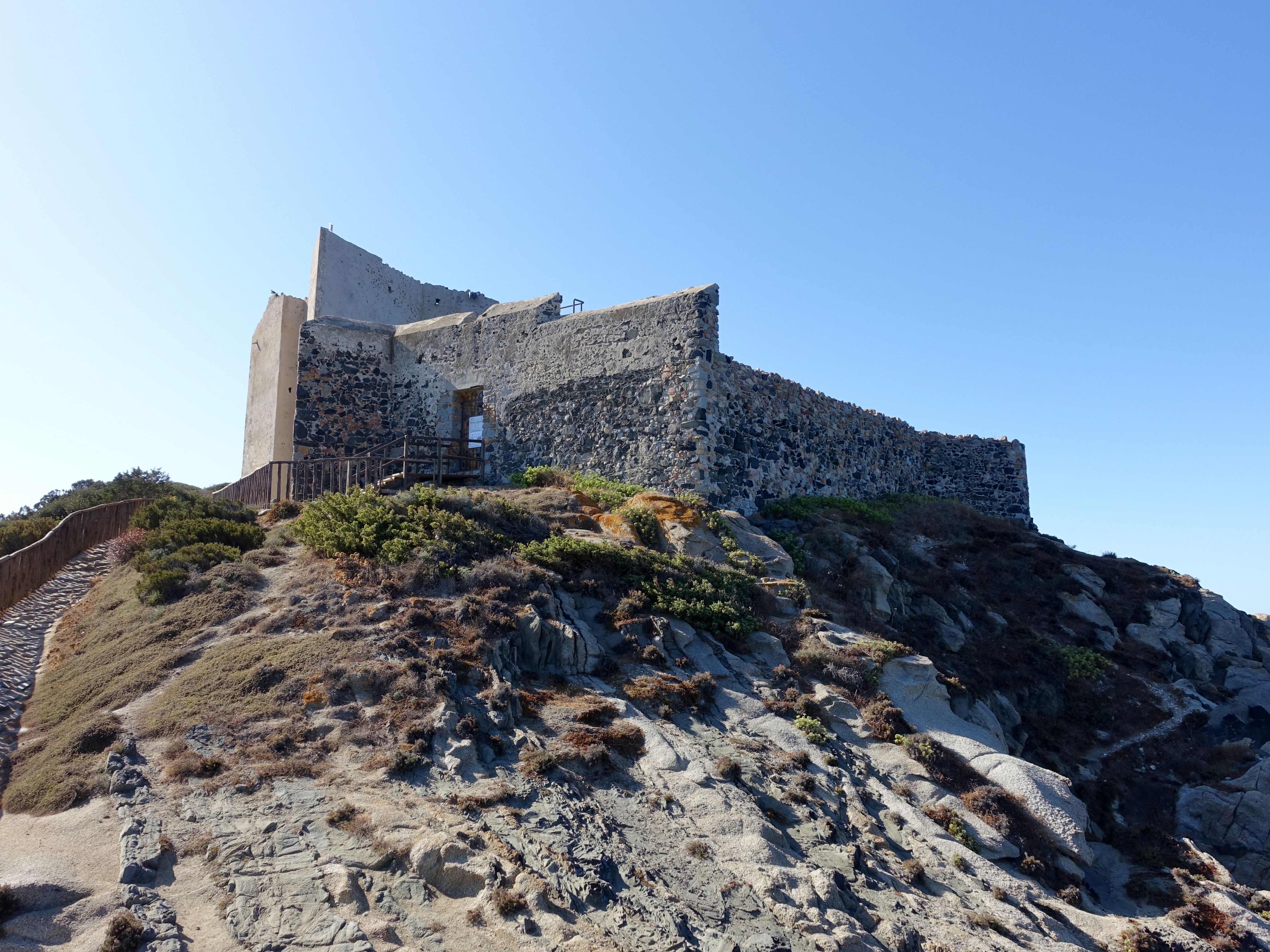
Lato Nord
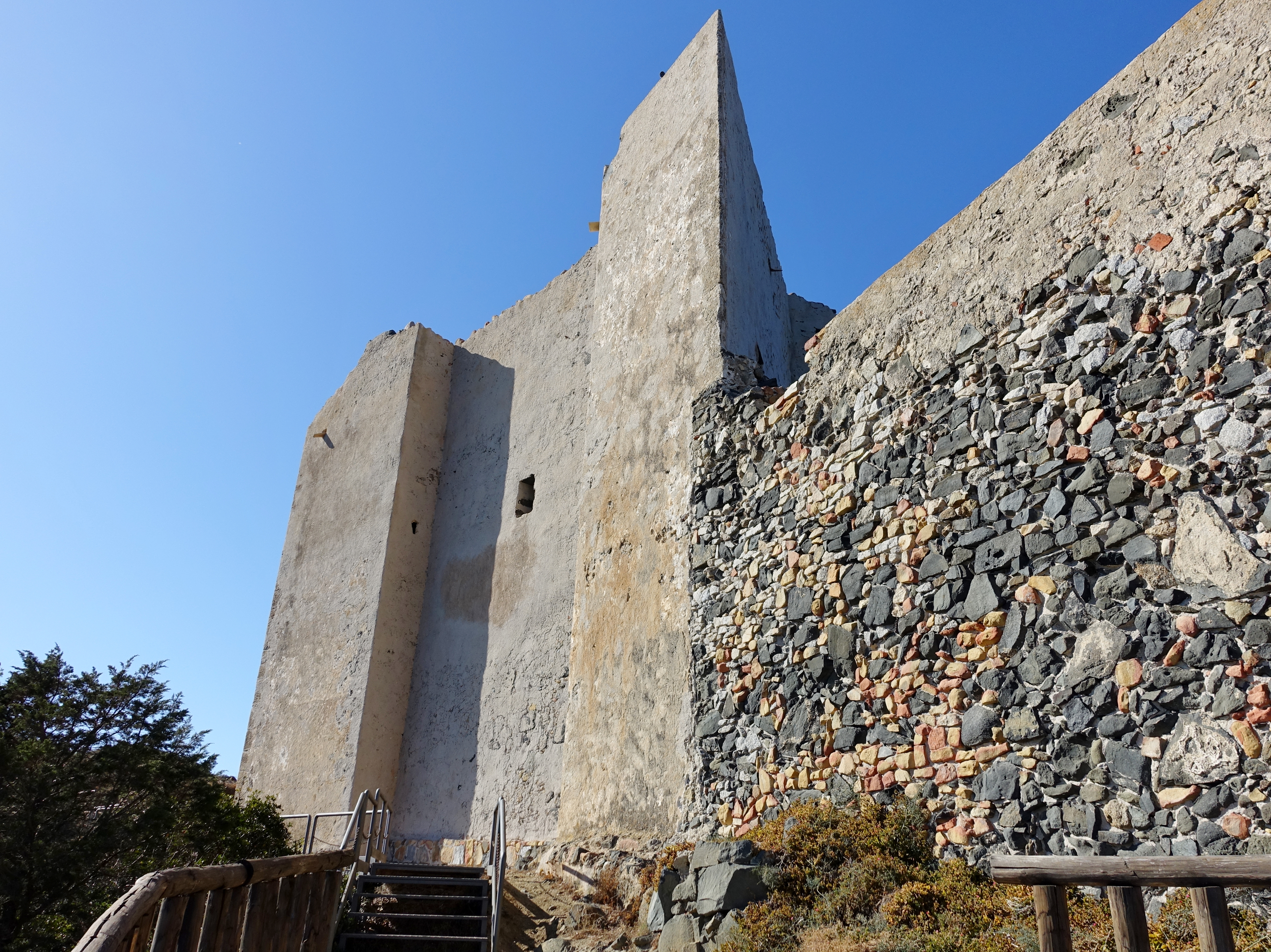
Lato Sud-Est
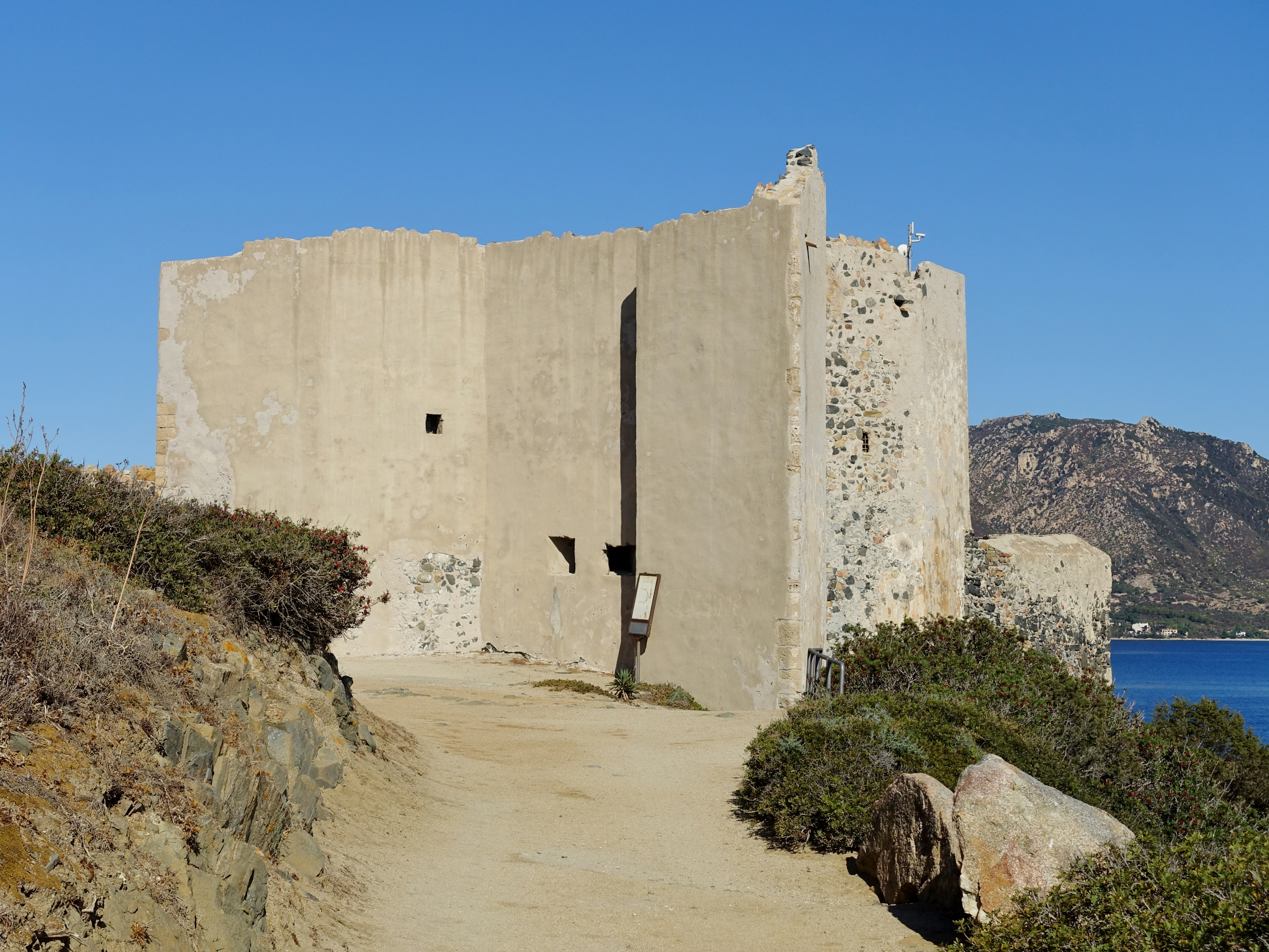
Lato Sud